# Cnemidocarpa ohlini
Cnemidocarpa ohlini är en sjöpungsart som först beskrevs av Wilhelm Michaelsen 1898.  Cnemidocarpa ohlini ingår i släktet Cnemidocarpa och familjen Styelidae.
Artens utbredningsområde är Södra Ishavet. Inga underarter finns listade i Catalogue of Life.